# Chaetodon mesoleucos
Chaetodon mesoleucos е вид бодлоперка от семейство Chaetodontidae. Видът не е застрашен от изчезване.

## Разпространение и местообитание
Разпространен е в Джибути, Египет, Еритрея, Йемен, Израел, Саудитска Арабия, Сомалия и Судан.
Обитава океани, морета, заливи и рифове. Среща се на дълбочина от 5 до 20 m.

## Описание
На дължина достигат до 13 cm.